# Diesenleitenbach
Der Diesenleitenbach (auch Dießenleitenbach) ist ein rund 9,4 km langer linker Zufluss der Donau im Mühlviertel in Oberösterreich. Er bildet in Linz das sogenannte Urfahrer Sammelgerinne.

## Name
Die erste schriftliche Erwähnung war 1310 als ain pach in der Tuerschlewtten. Der Namensbestandteil -leite stammt vom mhd. līte 'Hügel, Abhang' ab. Der erste Namensteil stammt vermutlich vom gallischen Wort *durīsia mit der Bedeutung 'Wasser'.

## Lauf und Landschaft
Der Diesenleitenbach entspringt am Südhang des Lichtenbergs in der Gemeinde Lichtenberg. Er fließt etwa ab der Gemeindegrenze zu Linz entlang des Dießenleitenwegs, dann durch die Ortschaft Bachl und weiter entlang der Hauserstraße. Anschließend unterquert er die Leonfeldener Straße und fließt durch den Urnenhain Urfahr, wo der Harbach einmündet; dann weiter entlang der Linzer Straße unter der Freistädter Straße und der Mühlkreis Autobahn hindurch. Hier befand sich bis zum Bau des Kraftwerks Abwinden die Mündung in die Donau. Aufgrund des angestiegenen Wasserspiegels der Donau wurde er künstlich umgeleitet und begründet ein Sammelgerinne, das entlang des Donaudamms verläuft.
Ab der Autobahnunterquerung wird der Diesenleitenbach meist als Urfahrer Sammelgerinne bezeichnet, da im weiteren Verlauf mehrere Mühlviertler Bäche, etwa der Haselbach und der Katzbach, einmünden. Er fließt weiter entlang des Pleschinger Sees und der B3 durch die Au bei Steyregg und Abwinden, wo auch der Reichenbach einmündet. Die Mündung des Diesenleitenbachs bzw. des Sammelgerinnes befindet sich in Abwinden kurz nach dem Kraftwerk Abwinden, wo der Bach in einen Altarm der Donau mündet.
Entlang des Baches verläuft ein beliebter Wanderweg von Linz über die Diesenleiten auf die Gis.

## Einzugsgebiet und Wasserführung
Der Diesenleitenbach entwässert ein Einzugsgebiet von 10,5 km².